# Wilhelm Sell
Wilhelm Sell (* 28. Februar 1910 in Ottweiler; † 5. Januar 1998) gilt als der Wiedergründer des Nerother Wandervogels im Saarland nach dem Zweiten Weltkrieg.

## Leben
In den 20er Jahren kam Wilhelm Sell zur Wandervogel-Bewegung, und 1936 komponierte er die Melodie zu dem bekannten Lied der Jugendbewegung In die Sonne, die Ferne hinaus – den Liedtext schuf Sell 1949.
In der Nachkriegszeit war Wilhelm Sell Bundesführer des NWV Saar e.V. im autonomen Saarland. 1950 kehrte Karl Oelbermann (oelb) von seiner Grossfahrt zurück und übernahm die Bundesführung des Nerother Wandervogels. Während der erneuten Abwesenheit von Oelbermann zwischen 1951 und 1954 war Wilhelm Sell maßgeblich an der Führung des Bundes beteiligt.
Neben der Bundesschrift Herold gab er zusammen mit Oelbermann 1958 auch das Liederbuch Horridoh heraus, in das auch seine eigenen Lieder mit einflossen.